# Mesófilo
Um organismo mesófilo desenvolve-se melhor em condições de temperatura moderada, nem muito quente nem muito frio, entre os 20 e os 45 °C. É um termo aplicado sobretudo a microrganismos, como fungos e bactérias.
Os habitats destes organismos incluem o solo, o corpo humano, animais, etc. A temperatura ótima de muitos mesófilos patogénicos é 37 °C, a temperatura normal do corpo humano.
Alguns organismos mesófilos têm funções importantes na preparação de alimentos, especialmente em queijos, iogurtes, cerveja e vinho.
Organismos que preferem ambientes frios designam-se psicrófilos, os que preferem temperaturas mais elevadas são termófilos e os que vivem em ambiente extremamente quentes são chamados hipertermófilos.